# Micotione reduttasi
La micotione reduttasi è un enzima appartenente alla classe delle ossidoreduttasi, che catalizza la seguente reazione:
2 micotiolo + NAD(P)+ ⇄ micotione + NAD(P)H + H+
L'enzima contiene FAD. Non agisce con il glutatione, il tripanotione o il coenzima A come substrati.